# Témia à ventre blanc
Dendrocitta leucogastra
Espèce
Statut de conservation UICN

 LC  : Préoccupation mineure
Répartition géographique
La Témia à ventre blanc (Dendrocitta leucogastra) est une espèce de passereau appartenant à la famille des Corvidae.

## Répartition
Cet oiseau vit en Inde.